# Acianthera
Acianthera – rodzaj z rodziny storczykowatych (Orchidaceae) obejmujący głównie gatunki zaliczane do Pleurothallis. Wyodrębniony został na podstawie wyników sekwencjonowania DNA. W obrębie rodzaju wyróżnianych jest ponad 200 gatunków, które występują od Antyli i Meksyku po Argentynę i Urugwaj. Ośrodkiem największego zróżnicowania jest Brazylia. Niektóre gatunki mają bardzo ograniczony zasięg występowania, np. Acianthera unguicallosa jest endemitem wyspy Socorro w archipelagu Revillagigedo.

## Morfologia
Rośliny te posiadają łodygę na przekroju kolistą, czasem z dwoma lub trzema kantami. Liście okrągłe do eliptycznych i odwrotnie jajowatych. Kwiatostan składa się z kilku kwiatów, ale dość często także tylko z jednego. Kwiaty przeważnie rozpostarte.

## Ekologia
Rodzaj obejmuje storczyki głównie epifityczne, bardzo niewiele jest gatunków naziemnych. Występują głównie w wilgotnych i mglistych lasach na wysokościach pomiędzy 250–2600 m n.p.m., dość często na brzegach strumieni i rzek. Niektóre gatunki mogą występować w lasach wiecznie zielonych lub w suchych lasach na równinach Boliwii. Inne gatunki są dość popularne na plantacjach kakao i cytrusów, ale także na obszarach skalistych w Brazylii.

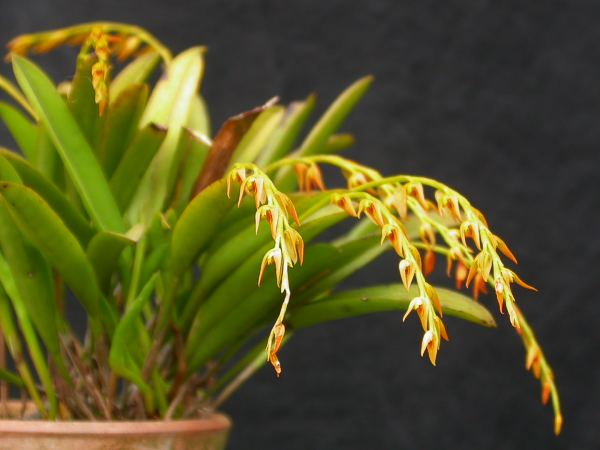
Acianthera glumacea

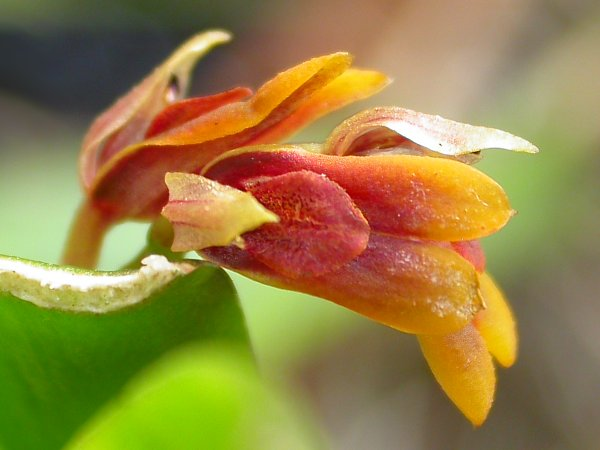
Acianthera fockei

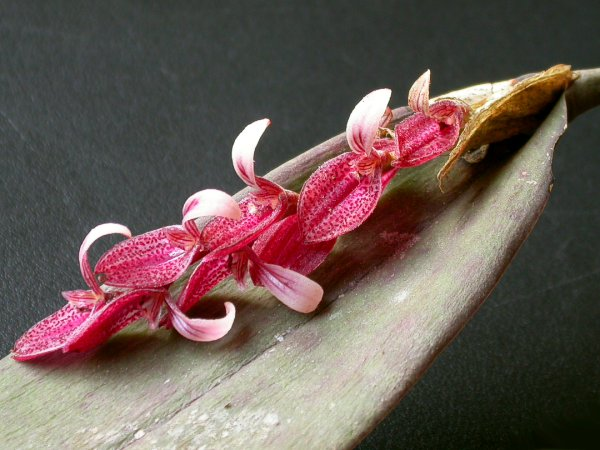
Acianthera strupifolia

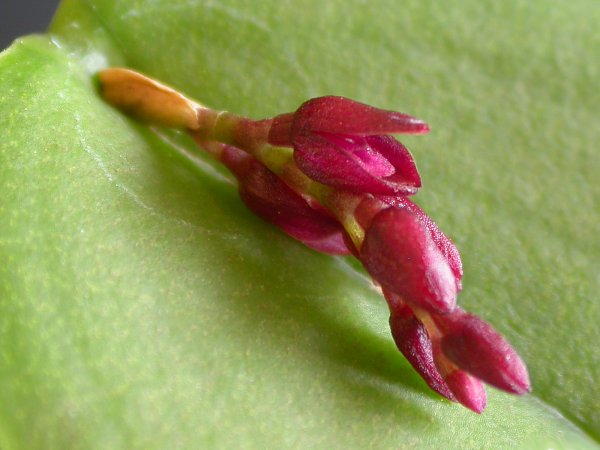
Acianthera modestissima

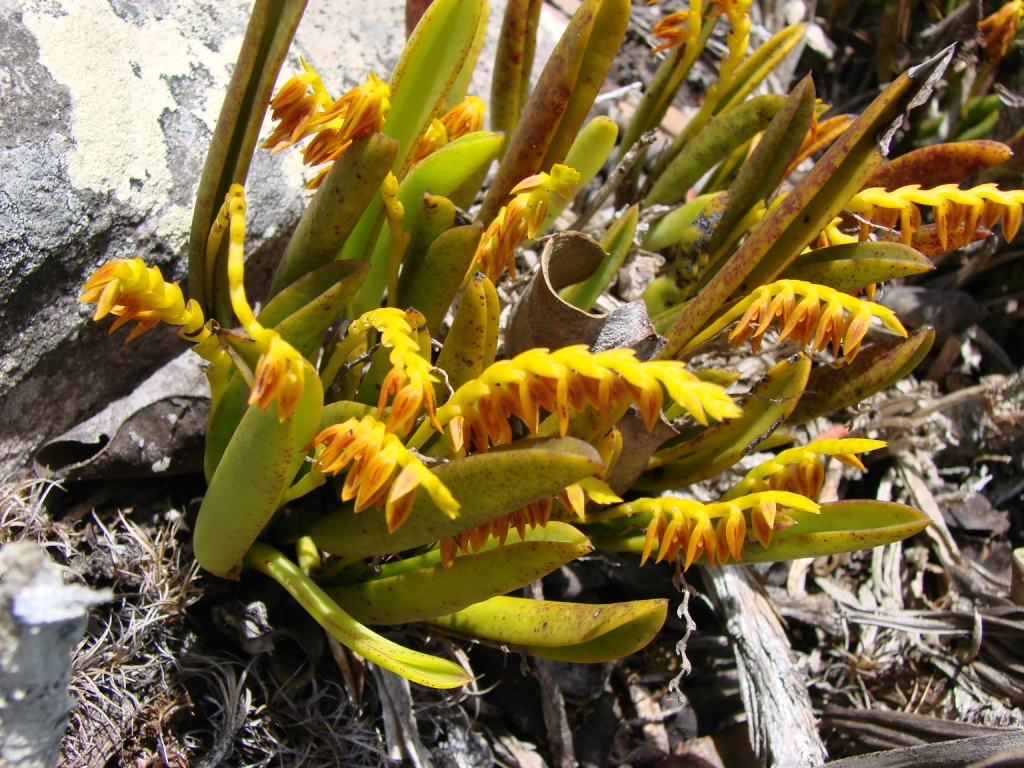
Acianthera ochreata

## Systematyka
Rodzaj sklasyfikowany do podplemienia Pleurothallidinae w plemieniu Epidendreae, podrodzina epidendronowe (Epidendroideae), rodzina storczykowate (Orchidaceae), rząd szparagowce (Asparagales) w obrębie roślin jednoliściennych.
Wykaz gatunków
- Acianthera aberrans (Luer) Pupulin & Bogarín
- Acianthera aculeata (Luer & Hirtz) Luer
- Acianthera acuminatipetala (A.Samp.) Luer
- Acianthera adamantinensis (Brade) F.Barros
- Acianthera adeodata P.Ortiz, O.Pérez & E.Parra
- Acianthera adirii (Brade) Pridgeon & M.W.Chase
- Acianthera aechme (Luer) Pridgeon & M.W.Chase
- Acianthera agathophylla (Rchb.f.) Pridgeon & M.W.Chase
- Acianthera alainii (Dod) A.Doucette
- Acianthera albiflora (Barb.Rodr.) Karremans
- Acianthera albopurpurea (Kraenzl.) Chiron & Van den Berg
- Acianthera alpestris (Sw.) A.Doucette
- Acianthera amandae Campacci & C.R.M.Silva
- Acianthera amaralii (Pabst) F.Barros & L.R.S.Guim.
- Acianthera amsleri Rykacz., Driessen & Kolan.
- Acianthera angustifolia (Lindl.) Luer
- Acianthera angustisepala (Ames & Correll) Pridgeon & M.W.Chase
- Acianthera antennata (Garay) Pridgeon & M.W.Chase
- Acianthera aphthosa (Lindl.) Pridgeon & M.W.Chase
- Acianthera appendiculata (Cogn.) A.Doucette
- Acianthera asaroides (Kraenzl.) Pridgeon & M.W.Chase
- Acianthera atroglossa (Loefgr.) F.Barros & L.R.S.Guim.
- Acianthera atropurpurea (Barb.Rodr.) Chiron & Van den Berg
- Acianthera auriculata (Lindl.) Pridgeon & M.W.Chase
- Acianthera bahorucensis (Luer) A.Doucette
- Acianthera barthelemyi (Luer) Karremans
- Acianthera berlinensis Damian, Chiron, Mitidieri & Rimarachin
- Acianthera beyrodtiana (Kraenzl.) Karremans
- Acianthera bibarbellata (Kraenzl.) F.Barros & L.R.S.Guim.
- Acianthera bicarinata (Lindl.) Pridgeon & M.W.Chase
- Acianthera biceps (Luer & Hirtz) Luer
- Acianthera bicornuta (Barb.Rodr.) Pridgeon & M.W.Chase
- Acianthera bidentata (Lindl.) F.Barros & V.T.Rodrigues
- Acianthera bidentula (Barb.Rodr.) Pridgeon & M.W.Chase
- Acianthera bilobulata Zambrano & Solano
- Acianthera binotii (Regel) Pridgeon & M.W.Chase
- Acianthera bissei (Luer) Luer
- Acianthera boliviana (Rchb.f.) Pridgeon & M.W.Chase
- Acianthera brachiloba (Hoehne) Pridgeon & M.W.Chase
- Acianthera bragae (Ruschi) F.Barros
- Acianthera breedlovei Soto Arenas, Solano & Salazar
- Acianthera breviflora (Lindl.) Luer
- Acianthera brunnescens (Schltr.) Karremans
- Acianthera bryonii Luer
- Acianthera butcheri (L.O.Williams) Pridgeon & M.W.Chase
- Acianthera cabiriae Pupulin, G.A.Rojas & J.D.Zuñiga
- Acianthera cachensis (Ames) Karremans
- Acianthera caldensis (Hoehne & Schltr.) F.Barros
- Acianthera calopedilon Toscano & Luer
- Acianthera calypso (Luer) Karremans & Rinc.-González
- Acianthera capanemae (Barb.Rodr.) Pridgeon & M.W.Chase
- Acianthera caparaoensis (Brade) Pridgeon & M.W.Chase
- Acianthera capillaris (Lindl.) Pridgeon & M.W.Chase
- Acianthera carcinopsis Luer & Sijm
- Acianthera carinata (C.Schweinf.) Luer
- Acianthera catujiensis Campacci & C.R.M.Silva
- Acianthera caymanensis (C.D.Adams) Karremans
- Acianthera cephalopodiglossa Toscano & Luer
- Acianthera cerberus (Luer & R.Vásquez) Pridgeon & M.W.Chase
- Acianthera chamelopoda (Luer) Luer
- Acianthera chionopa (Luer) Pridgeon & M.W.Chase
- Acianthera chrysantha (Lindl.) Pridgeon & M.W.Chase
- Acianthera ciliata (Knowles & Westc.) F.Barros & L.R.S.Guim.
- Acianthera circumplexa (Lindl.) Pridgeon & M.W.Chase
- Acianthera cogniauxiana (Schltr.) Pridgeon & M.W.Chase
- Acianthera compressicaulis (Dod) Pridgeon & M.W.Chase
- Acianthera consatae (Luer & R.Vásquez) Luer
- Acianthera cordatifolia (Dod) Pridgeon & M.W.Chase
- Acianthera cornejoi Luer
- Acianthera costabilis (Luer & R.Vásquez) Luer
- Acianthera costaricensis (Schltr.) Pupulin & Karremans
- Acianthera crassilabia (Ames & C.Schweinf.) Luer
- Acianthera cremasta (Luer & J.Portilla) Luer
- Acianthera crepiniana (Cogn.) Chiron & Van den Berg
- Acianthera crinita (Barb.Rodr.) Pridgeon & M.W.Chase
- Acianthera cryptantha (Barb.Rodr.) Pridgeon & M.W.Chase
- Acianthera cryptophoranthoides (Loefgr.) F.Barros
- Acianthera decipiens (Ames & C.Schweinf.) Pridgeon & M.W.Chase
- Acianthera decurrens (Poepp. & Endl.) Pridgeon & M.W.Chase
- Acianthera denticulata (Cogn.) Karremans
- Acianthera deserta (Luer & R.Vásquez) Luer
- Acianthera dichroa (Rchb.f.) F.Barros & L.R.S.Guim.
- Acianthera discophylla (Luer & Carnevali) Luer
- Acianthera dodsonii (Luer) Karremans & Rinc.-González
- Acianthera duartei (Hoehne) Pridgeon & M.W.Chase
- Acianthera dubbeldamii Luer & Sijm
- Acianthera dutrae (Pabst) C.N.Gonç. & Waechter
- Acianthera echinocarpa (C.Schweinf.) A.Doucette
- Acianthera echinosa Luer & Toscano
- Acianthera ellipsophylla (L.O.Williams) Pridgeon & M.W.Chase
- Acianthera erebatensis (Carnevali & G.A.Romero) Luer
- Acianthera ericae Luer
- Acianthera erinacea (Rchb.f.) A.Doucette
- Acianthera erosa (Urb.) A.Doucette
- Acianthera erythrogramma (Luer & Carnevali) Luer
- Acianthera esmeraldae (Luer & Hirtz) Luer
- Acianthera exarticulata (Barb.Rodr.) Pridgeon & M.W.Chase
- Acianthera exdrasii (Luer & Toscano) Luer
- Acianthera eximia (L.O.Williams) Solano
- Acianthera fabiobarrosii (Borba & Semir) F.Barros & F.Pinheiro
- Acianthera fecunda Pupulin, G.A.Rojas & J.D.Zuñiga
- Acianthera fenestrata (Barb.Rodr.) Pridgeon & M.W.Chase
- Acianthera fernandezii Luer
- Acianthera fockei (Lindl.) Pridgeon & M.W.Chase
- Acianthera foetens (Lindl.) Chiron & Van den Berg
- Acianthera fornograndensis L.Kollmann & A.P.Fontana
- Acianthera freyi (Luer) F.Barros & V.T.Rodrigues
- Acianthera fumioi (T.Hashim.) Luer
- Acianthera garciae (Luer) Pridgeon & M.W.Chase
- Acianthera geminicaulina (Ames) Pridgeon & M.W.Chase
- Acianthera gigantea (Lindl.) A.Doucette
- Acianthera glanduligera (Lindl.) Luer
- Acianthera glumacea (Lindl.) Pridgeon & M.W.Chase
- Acianthera gouveiae (A.Samp.) F.Barros & L.R.S.Guim.
- Acianthera gracilis (Barb.Rodr.) F.Barros & L.R.S.Guim.
- Acianthera gracilisepala (Brade) Luer
- Acianthera gradeae Chiron & Benelli
- Acianthera granitica (Luer & G.A.Romero) Luer
- Acianthera greenwoodii Soto Arenas
- Acianthera hamata Pupulin & G.A.Rojas
- Acianthera hartwegiifolia (H.Wendl. & Kraenzl.) Solano & Soto Arenas
- Acianthera hastulata (Rchb.f. & Warm.) Karremans
- Acianthera hatschbachii (Schltr.) Chiron & Van den Berg
- Acianthera heliconioides (Luer & R.Vásquez) Pridgeon & M.W.Chase
- Acianthera heliconiscapa (Hoehne) F.Barros
- Acianthera henrici (Schltr.) Luer
- Acianthera heringeri (Hoehne) F.Barros
- Acianthera herrerae (Luer) Solano & Soto Arenas
- Acianthera herzogii (Schltr.) Baumbach
- Acianthera heteropetala (Luer) Pridgeon & M.W.Chase
- Acianthera hintonii (L.O.Williams) A.Doucette
- Acianthera hirsutula (Fawc. & Rendle) Pridgeon & M.W.Chase
- Acianthera hirtipes (Schltr.) Rojas-Alv. & Karremans
- Acianthera hirtzii (Luer) Karremans & Rinc.-González
- Acianthera hoffmannseggiana (Rchb.f.) F.Barros
- Acianthera hondurensis (Ames) Pridgeon & M.W.Chase
- Acianthera hygrophila (Barb.Rodr.) Pridgeon & M.W.Chase
- Acianthera hystrix (Kraenzl.) F.Barros
- Acianthera imitator Toscano, Luer & L.Kollmann
- Acianthera inaequalis (Lindl.) F.Barros & L.R.S.Guim.
- Acianthera johannensis (Barb.Rodr.) Pridgeon & M.W.Chase
- Acianthera johnsonii (Ames) Pridgeon & M.W.Chase
- Acianthera jordanensis (Brade) F.Barros
- Acianthera juxtaposita (Luer) Luer
- Acianthera kateora (Garay) Karremans & Rinc.-González
- Acianthera kegelii (Rchb.f.) Luer
- Acianthera klingelfusii Luer, Toscano & Baptista
- Acianthera klotzschiana (Rchb.f.) Pridgeon & M.W.Chase
- Acianthera krahnii Luer & Vásquez
- Acianthera lamia (Luer) Pridgeon & M.W.Chase
- Acianthera langeana (Kraenzl.) Pridgeon & M.W.Chase
- Acianthera lappago (Luer) A.Doucette
- Acianthera laxa (Sw.) A.Doucette
- Acianthera lepidota (L.O.Williams) Pridgeon & M.W.Chase
- Acianthera leptotifolia (Barb.Rodr.) Pridgeon & M.W.Chase
- Acianthera limae (Porto & Brade) Pridgeon & M.W.Chase
- Acianthera litensis (Luer & Hirtz) Luer
- Acianthera lojae (Schltr.) Luer
- Acianthera lueri Kolan. & Szlach.
- Acianthera luteola (Lindl.) Pridgeon & M.W.Chase
- Acianthera macilenta Luer & Hirtz
- Acianthera macropoda (Barb.Rodr.) Pridgeon & M.W.Chase
- Acianthera macuconensis (Barb.Rodr.) F.Barros
- Acianthera maculiglossa Chiron & N.Sanson
- Acianthera madisonii (Luer) Pridgeon & M.W.Chase
- Acianthera magalhanesii (Pabst) F.Barros
- Acianthera majakoluckae Soto Arenas & Solano
- Acianthera malachantha (Rchb.f.) Pridgeon & M.W.Chase
- Acianthera marleniae Damian, Chiron & Mitidieri
- Acianthera marquesii Luer & Toscano
- Acianthera marumbyana (Garay) Luer
- Acianthera melachila (Barb.Rodr.) Luer
- Acianthera melanochthoda (Luer & Hirtz) Pridgeon & M.W.Chase
- Acianthera melanoglossa (Luer & R.Escobar) Luer
- Acianthera mendozae Luer
- Acianthera mexiae (Luer) Pridgeon & M.W.Chase
- Acianthera micrantha (Barb.Rodr.) Pridgeon & M.W.Chase
- Acianthera minima (Cogn.) F.Barros
- Acianthera minuta (Rolfe) Karremans
- Acianthera miqueliana (H.Focke) Pridgeon & M.W.Chase
- Acianthera modestissima (Rchb.f. & Warm.) Pridgeon & M.W.Chase
- Acianthera monophylla (Hook.) Karremans
- Acianthera montana (Barb.Rodr.) F.Barros & L.R.S.Guim.
- Acianthera morenoi (Luer) Pridgeon & M.W.Chase
- Acianthera morilloi (Carnevali & I.Ramírez) Luer
- Acianthera moronae (Luer & Hirtz) Luer
- Acianthera murex (Rchb.f.) Luer
- Acianthera murexoidea (Pabst) Pridgeon & M.W.Chase
- Acianthera muscicola (Barb.Rodr.) Pridgeon & M.W.Chase
- Acianthera muscosa (Barb.Rodr.) Pridgeon & M.W.Chase
- Acianthera myrticola (Barb.Rodr.) F.Barros & L.R.S.Guim.
- Acianthera nellyae (P.Ortiz) Karremans
- Acianthera nemorosa (Barb.Rodr.) F.Barros
- Acianthera nikoleae A.Doucette & J.Portilla
- Acianthera obscura (A.Rich. & Galeotti) Pridgeon & M.W.Chase
- Acianthera ochreata (Lindl.) Pridgeon & M.W.Chase
- Acianthera octophrys (Rchb.f.) Pridgeon & M.W.Chase
- Acianthera odontotepala (Rchb.f.) Luer
- Acianthera ofella (Luer) Pridgeon & M.W.Chase
- Acianthera oligantha (Barb.Rodr.) F.Barros
- Acianthera omissa (Luer) Pridgeon & M.W.Chase
- Acianthera oricola (H.Stenzel) Karremans, Chiron & Van den Berg
- Acianthera oscitans (Ames) Pridgeon & M.W.Chase
- Acianthera pacayana (Schltr.) Solano & Soto Arenas
- Acianthera panduripetala (Barb.Rodr.) Pridgeon & M.W.Chase
- Acianthera pantasmi (Rchb.f.) Pridgeon & M.W.Chase
- Acianthera pantasmoides (C.Schweinf.) Pridgeon & M.W.Chase
- Acianthera papillosa (Lindl.) Pridgeon & M.W.Chase
- Acianthera paradoxa (Luer & Dalström) Karremans
- Acianthera pardipes (Rchb.f.) Pridgeon & M.W.Chase
- Acianthera pariaensis (Carnevali & G.A.Romero) Carnevali & G.A.Romero
- Acianthera parva (Rolfe) F.Barros & L.R.S.Guim.
- Acianthera pavimentata (Rchb.f.) Pridgeon & M.W.Chase
- Acianthera pazii Luer
- Acianthera pectinata (Lindl.) Pridgeon & M.W.Chase
- Acianthera pendens (Dod) A.Doucette
- Acianthera per-dusenii (Hoehne) F.Barros & L.R.S.Guim.
- Acianthera pernambucensis (Rolfe) F.Barros
- Acianthera phoenicoptera (Carnevali & G.A.Romero) Luer
- Acianthera phrynoglossa (Luer & Hirtz) A.Doucette
- Acianthera platystachys (Regel) Chiron & Van den Berg
- Acianthera pollardiana Solano
- Acianthera polystachya (Ruiz & Pav.) Pupulin
- Acianthera portilloi (Luer & R.Escobar) Karremans & Rinc.-González
- Acianthera privigna (Luer) A.Doucette
- Acianthera prognatha (Luer & R.Escobar) Pridgeon & M.W.Chase
- Acianthera prolifera (Herb. ex Lindl.) Pridgeon & M.W.Chase
- Acianthera prostrata (Lindl.) A.Doucette
- Acianthera pubescens (Lindl.) Pridgeon & M.W.Chase
- Acianthera punctatiflora (Luer) Pridgeon & M.W.Chase
- Acianthera punicea (Luer) Pridgeon & M.W.Chase
- Acianthera purpurascens (Luer & Hirtz) Karremans
- Acianthera purpureoviolacea (Cogn.) F.Barros
- Acianthera pustulata Zambrano & Solano
- Acianthera quadricristata (Luer & Hirtz) Luer
- Acianthera quadriserrata (Luer) Pridgeon & M.W.Chase
- Acianthera quisqueyana (Dod) A.Doucette
- Acianthera ramosa (Barb.Rodr.) F.Barros
- Acianthera recurva (Lindl.) Pridgeon & M.W.Chase
- Acianthera rinkei Luer
- Acianthera rodolfovasquezii Damian
- Acianthera rodrigoi (Luer) Luer
- Acianthera rodriguesii (Cogn.) Pridgeon & M.W.Chase
- Acianthera rostellata (Barb.Rodr.) Luer
- Acianthera rubroviridis (Lindl.) Pridgeon & M.W.Chase
- Acianthera ruizii Damian
- Acianthera sandaliorum (G.A.Romero & Carnevali) Luer
- Acianthera saraca-taquerensis Campacci & J.B.F.Silva
- Acianthera sarcosepala (Carnevali & I.Ramírez) Carnevali & G.A.Romero
- Acianthera saundersiana (Rchb.f.) Pridgeon & M.W.Chase
- Acianthera saurocephala (G.Lodd.) Pridgeon & M.W.Chase
- Acianthera scabripes (Lindl.) Karremans
- Acianthera scalpricaulis (Luer) Pridgeon & M.W.Chase
- Acianthera serpentula (Barb.Rodr.) F.Barros
- Acianthera serratifolia Rinc.-González & Karremans
- Acianthera serrulata (Barb.Rodr.) Karremans
- Acianthera serrulatipetala (Barb.Rodr.) Pridgeon & M.W.Chase
- Acianthera sicaria (Lindl.) Pridgeon & M.W.Chase
- Acianthera sicariopsis (Luer) Pridgeon & M.W.Chase
- Acianthera sicula (Luer & R.Vásquez) Luer
- Acianthera sigmoidea (Ames & C.Schweinf.) A.Doucette
- Acianthera silvae (Luer & Toscano) Luer
- Acianthera similis (Schltr.) Karremans, Chiron & Van den Berg
- Acianthera simpliciflora (Dod) A.Doucette
- Acianthera sonderiana (Rchb.f.) Pridgeon & M.W.Chase
- Acianthera sotoana Solano
- Acianthera stenzelii Luer
- Acianthera strupifolia (Lindl.) Pridgeon & M.W.Chase
- Acianthera subrotundifolia (Cogn.) F.Barros & V.T.Rodrigues
- Acianthera sudae J.Ponert, Chumová, Mandáková & P.Trávn.
- Acianthera sulcata (Porsch) F.Barros & V.T.Rodrigues
- Acianthera sulphurea (Barb.Rodr.) F.Barros & V.T.Rodrigues
- Acianthera tanyae Luer & Cornejo
- Acianthera teres (Lindl.) Borba
- Acianthera testifolia (Sw.) Solano
- Acianthera thysana (Luer & J.Portilla) Karremans
- Acianthera tikalensis (Correll & C.Schweinf.) Pridgeon & M.W.Chase
- Acianthera toachica (Luer & Dodson) Luer
- Acianthera tokachii (Luer) Luer
- Acianthera translucida (Barb.Rodr.) Luer
- Acianthera tricarinata (Poepp. & Endl.) Pridgeon & M.W.Chase
- Acianthera trichophora (Lindl.) A.Doucette
- Acianthera tristis (Barb.Rodr.) Pridgeon & M.W.Chase
- Acianthera tunguraguae (F.Lehm. & Kraenzl.) A.Doucette
- Acianthera unguicallosa (Ames & C.Schweinf.) Solano
- Acianthera variegata (Barb.Rodr.) Campacci
- Acianthera venulosa Luer
- Acianthera verecunda (Schltr.) Pridgeon & M.W.Chase
- Acianthera villahermosae Sierra-Ariza, Rinc.-González & Karremans
- Acianthera violacea (A.Rich. & Galeotti) Pridgeon & M.W.Chase
- Acianthera violaceomaculata (Hoehne) Pridgeon & M.W.Chase
- Acianthera viridis (Luer & Hirtz) Luer
- Acianthera wageneriana (Klotzsch) Pridgeon & M.W.Chase
- Acianthera wawraeana (Barb.Rodr.) F.Barros & V.T.Rodrigues
- Acianthera welsiae-windischiae (Pabst) Pridgeon & M.W.Chase
- Acianthera wilsonii (Lindl.) Pridgeon & M.W.Chase
- Acianthera wyvern (Luer & R.Escobar) Pridgeon & M.W.Chase
- Acianthera yauaperyensis (Barb.Rodr.) Pridgeon & M.W.Chase
- Acianthera zumbae (Luer & Hirtz) Luer